# Marc Crépon
Marc Crépon (Decize, 30 marzo 1962) è un filosofo francese.
È stato direttore di ricerca al CNRS e dal 1º luglio 2011, direttore del dipartimento di filosofia della École normale supérieure. Il suo lavoro si concentra sul tema della violenza, e del rapporto tra le comunità politiche e linguistiche delle filosofie francesi e tedesche, tra cui quelle di Nietzsche, Franz Rosenzweig e Jacques Derrida. Ha fondato insieme a Bernard Stiegler l'Ars Industrialis

## Biografia
È nato a Decize, Nievre nel 1962. Dopo il liceo, Crépon ha completato un corso di preparazione al Liceo Condorcet di Parigi. Ha poi frequentato l'École normale supérieure e ha superato l'Agrégation nel 1986.
Nel 1995 ha conseguito la sua tesi di laurea dall'argomento: Les Géographies de l’esprit. Enquête sur la caractérisation des peuples de Leibniz à Hegel.
Nel 2001, ha ricevuto la medaglia di bronzo dalla CNRS, e dal 2003, ha ricevuto l'autorizzazione per condurre una ricerca sul tema della "espropriazione". Dal 2003 è direttore di ricerca al CNRS, e nel 2011 divenne direttore del dipartimento di filosofia dell'École Normale Superieure.
Il suo lavoro continua a mescolare le realtà che intersecano la filosofia, in particolare attraverso i pensieri di Hegel, Leibniz, Nietzsche, Husserl, Lévinas, Derrida, Benjamin, e la letteratura, tra cui le opere di Franz Kafka, Maurice Blanchot, Paul Celan e Imre Kertész.
Crépon ha insegnato filosofia presso l'Università di Nanterre. Poco dopo, si è trasferito in Moldavia. Ha anche sviluppato un interesse per il rapporto tra comunità politiche e linguistiche, dove ha fatto anche delle ricerche dettagliate.
Ha viaggiato e tenuto conferenze presso le università americane, tra cui University of California, Irvine e la Rice University. Crépon ha anche insegnato nella Northwestern University di Chicago nel 2006 e nel 2008.
Marc Crépon è stato il co-fondatore (insieme a Bernard Stiegler) dell'associazione Ars Industrialis.

## Pubblicazioni principali
- Les Géographies de l’esprit. Enquête sur la caractérisation des peuples de Leibniz à Hegel, Parigi, Payot, 1996
- La Langue source de la nation, messianismes séculiers et Europe centrale et orientale (du XVIIIe au XXème siècle), con P. Caussat & D. Adamski, Parigi, Mardaga, 1996
- L’Harmonie des langues, Studi di G. W. Leibniz sulla lingua tedesca e di altri documenti, tradotto con Ph. Büttgen, F. Mariani e J. Zini Sudaka, con il commento di Marc Crépon, Parigi, Le seuil, 2000
- Le Malin génie des langues. Essais sur Nietzsche, Heidegger, Rosenzweig, Parigi, Vrin, 2000
- Les Promesses du langage : Benjamin, Rosenzweig, Heidegger, Parigi, Vrin, 2001
- L’Imposture du choc des civilisations, Nantes, éditions pleins feux, 2002
- Nietzsche : L’art et la politique de l’avenir, Parigi, PUF, 2003
- La Philosophie au risque de la promesse (raccolta, in collaborazione con Marc de Launay), Parigi, Bayard, 2004, 212 p.
- Terreur et poésie, Parigi, Galilée, 2004, 150 p.
- Langues sans demeure, Parigi, Galilée, 2005
- Altérités de l’Europe, Parigi, Galilée, 2006, 207 p.
- De la démocratie participative : fondements et limites, avec Bernard Stiegler, Parigi, Éditions Mille et une nuits, 2007
- Derrida, la tradition de la philosophie (raccolta, con Frédéric Worms), Parigi, Galilée, 2008, 218 p.
- La culture de la peur. Démocratie, identité, sécurité, Paris, éditions Galilée, 2008
- Vivre avec la pensée de la mort et la mémoire des guerres, Parigi, collection « Le Bel Aujourd'hui », Éditions Hermann, 2008
- La Guerre des civilisations. La culture de la peur, tome II, Parigi, Galilée, coll. « La philosophie en effet », 2010
- Le Consentement meurtrier, Parigi, Cerf, coll. « Passages », 2012
- Élections. De la démophobie, Parigi, éditions Hermann, 2012
- Les Configurations du nihilisme, con Marc de Launay, Parigi, Librairie philosophique J. Vrin, coll. « Problèmes & Controverses », 2012
- La Vocation de l'écriture. La littérature et la philosophie à l'épreuve de la violence, Parigi, Odile Jacob, 2014
- Levinas-Derrida, textes réunis et présentés di Marc Crépon e Danielle Cohen-Levinas, Paris, Hermann, 2015
- La Philosophie face à la violence, con Frédéric Worms, Parigi, Équateurs, 2015
- La Gauche, c'est quand ?, Parigi, Équateurs, 2015
- L'Épreuve de la haine. Essai sur le refus de la violence, Paris, Odile Jacob, 2016